# Gashi (rapper)
Labinot Gashi, noto semplicemente come Gashi (Tripoli, 4 ottobre 1989), è un rapper libico naturalizzato statunitense.

## Biografia
Nato a Tripoli da genitori kosovari di etnia albanese, all'età di 10 anni si è trasferito a Brooklyn. È salito alla ribalta grazie a Creep on Me, realizzata con French Montana e DJ Snake, che è divenuta una hit in Svizzera poiché ha raggiunto la 4ª posizione della Schweizer Hitparade, rimanendovi per 23 settimane. Nello stesso anno, per aver venduto oltre 10 000 unità, ha ottenuto la certificazione d'oro dalla IFPI Schweiz. Il brano ha inoltre ottenuto una certificazione d'oro dalla Music Canada con oltre 40 000 unità distribuite in suolo canadese ed è contenuto nel secondo album in studio eponimo dell'artista, messo in commercio attraverso la RCA Records, che ha fatto il proprio ingresso nella Album-hitparade svizzera. L'anno seguente il disco ha conseguito una certificazione d'oro dal ramo svizzero della International Federation of the Phonographic Industry con oltre 10 000 unità totalizzate nello stesso territorio. Il terzo album del rapper, intitolato 1984 e uscito ad agosto 2020, presenta collaborazioni con diversi artisti, tra cui Sting.

## Discografia

### Album in studio
- 2016 – Stars
- 2019 – Gashi
- 2020 – 1984
- 2022 – Elevators
- 2024 – Brooklyn Cowboy

### EP
- 2020 – Butterflies

### Singoli
- 2014 – You Want It
- 2016 – Pretending
- 2017 – 24 Hours
- 2017 – Turn Me Down
- 2017 – Disrespectful
- 2017 – No No No
- 2018 – Used to Be
- 2018 – 1134
- 2018 – Blame It on the Bag
- 2018 – Long Story Short
- 2018 – Creep on Me (con French Montana e DJ Snake)
- 2018 – No Face No Case (feat. Giggs)
- 2019 – My Year (con G-Eazy)
- 2019 – That's Mine (feat. Ledri Vula)
- 2019 – Coming Down (con Kiddo)
- 2019 – My Year
- 2019 – Wink Emoji (con Yung Pinch)
- 2019 – Roses
- 2019 – Problemas (con Matt Hunter e Big Soto)
- 2019 – Get Out (con Justin Love)
- 2019 – Safety (con DJ Snake)
- 2019 – Mr. Ferrari
- 2020 – Darkside (con Seb Torgus)
- 2020 – Cabin Fever
- 2020 – Delali (con Khaled)
- 2020 – Paranoid
- 2020 – Upset (con Pink Sweats e Njomza)
- 2020 – Lies
- 2020 – Used to Be
- 2020 – Oops (I'm Sorry) (con i Lost Kings e Ty Dolla Sign)
- 2020 – Benz I Know Remix (con Kelvyn Colt)
- 2021 – Don't Pass on Love
- 2021 – Sleeping on My Left
- 2022 – Gasoline
- 2024 – Midnight Sun
- 2024 – Cold
- 2024 – LOML
- 2024 – Broken Sign
- 2025 – Pen Pals (feat. Jimi Banks)